# 福岡県立久留米高等学校
福岡県立久留米高等学校（ふくおかけんりつくるめこうとうがっこう, Fukuoka Prefectural Kurume High School）は、福岡県久留米市西町にある公立高等学校。通称は「久高」（きゅうこう）。

## 概要
歴史
1908年（明治41年）に開校した「私立久留米職業学校」（後の久留米市立高等女学校）と1928年（昭和3年）に開校した「久留米昭和高等女学校」を前身とする。2008年（平成20年）に創立100周年を迎えた。
学区
第八学区（旧第九学区）- 久留米市のうち城南・江南・櫛原・牟田山・諏訪・良山・明星・宮ノ陣・荒木・筑邦西・屏水・青陵・高牟礼・北野中学校の校区、三井郡、小郡市。ただし、英語科に関しては筑後地区（第七～第十（旧第八～第十二））の各学区から受験可能。
設置課程・学科
全日制課程 普通科・英語科
ほとんどの生徒が国公立大学をはじめとする上級学校への進学を目指しており、毎年100名ほどの国公立大学合格者を出している。なお、2017年には初の東大合格者を輩出している。

## 象徴
校訓
「誠実・叡智・気魄」- 1987年（昭和62年）に制定。
校章・校旗
1949年（昭和24年）10月の県立移管を機に、久留米藩の紋章「笹竜胆」（ささりんどう）の中央に「久高」の文字（縦書きで、高は旧字体）を配して制定された。
校歌・応援歌
校歌の作詞は丸山豊、作曲は中田喜直による。2番まであり、1番も2番も「久留米 久留米 久留米高等学校」で終わる。
校歌とは別に応援歌（作詞 - 横山雄成、作曲 - 新昌良）がある。3番までで、3番に「久高」が登場する。
同窓会
名称は「久留米高校同窓会」。毎年8月に久留米市内のホテルで大同窓会（総会）を開催している。関東に支部を置く。

## 沿革
久留米市立高等女学校・久留米市立女子高等学校
- 1908年（明治41年）5月 - 「私立久留米職業学校」として櫛原町に開校。（創立年）
- 1913年（大正2年） - 久留米市六ツ門に移転。
- 1916年（大正5年）2月 - 「私立久留米家政女学校」に改称。
- 1920年（大正9年）3月 - 「久留米家政女学校」に改称。
- 1924年（大正13年） - 実業学校とし、「福岡県久留米家政女学校」に改称。
- 1929年（昭和4年）2月 - 有馬頼寧が校主となり経営。
- 1936年（昭和11年）4月 - 「福岡県久留米高等家政女学校」に改称。
- 1945年（昭和20年）3月 - 久留米市に移管し、「久留米市立高等家政女学校」となる。
- 1946年（昭和21年）4月 - 「久留米市立高等女学校」に改称。
- 1948年（昭和23年）4月 - 学制改革により、「久留米市立女子高等学校」となる。

久留米昭和高等女学校・昭和女子高等学校
- 1928年（昭和3年）3月 - 有馬頼寧と大薮守治の共同経営により、久留米昭和高等女学校が設立。
- 1929年（昭和4年）4月17日 - 「久留米昭和高等女学校」が開校。
- 1948年（昭和23年）4月 - 学制改革により、「久留米昭和女子高等学校」と改称。

現在の福岡県立久留米高等学校
- 1948年（昭和23年）
  - 8月31日 - 久留米昭和女子高等学校を併合し、「久留米市立久留米女子高等学校」に改称。新校舎は荘島地区の旧昭和女子高等学校とする。
  - 10月1日 - 男女共学化し福岡県に移管。「福岡県立久留米高等学校」（現校名）とする。1学年6学級、計18学級。
- 1952年（昭和27年）
  - 3月7日 - 校旗を制定。（男女共学第1回卒業生により校旗が寄贈される。）
  - 10月20日 - プールが完成。
- 1954年（昭和29年）3月17日 - 図書館が完成。
- 1957年（昭和32年） 
  - 1月23日 - 火災により校舎を焼失。
  - 1月28日 - 福岡学芸大学久留米分校（現福岡教育大学附属久留米小学校・中学校）を借り受け授業を開始。
  - 4月1日 - 久留米市小森野町の九州大学第二分校[2][3]内に移転。
- 1958年（昭和33年）
  - 5月14日 - 新校舎が完成。
  - 5月16日 - 新校舎へ移転完了。
- 1961年（昭和36年）2月20日 - 講堂が完成。
- 1963年（昭和38年）6月30日 - 柔剣道場が完成。
- 1964年（昭和39年）5月20日 - 卓球場とバレーコートを移転。
- 1980年（昭和55年）11月22日 - 体育館が完成。
- 1987年（昭和62年）2月 - 校訓を制定。
- 1988年（昭和63年）11月 - 普通科英語コースの設置が決定。募集を開始。
- 1989年（平成元年）4月1日 - 普通科英語コースを設置。
- 1990年（平成2年）6月 - 食堂が完成。
- 1991年（平成3年）3月 - 多目的ホールとプールが完成。
- 1992年（平成4年）3月 - 多目的アリーナが完成。
- 1993年（平成5年）11月 - 普通科英語コースの募集を停止し、英語科を新設することを設定。
- 1994年（平成6年）4月 - 英語科を新設。
- 1996年（平成8年）3月 - 普通科英語コースを廃止。
- 2009年（平成21年）3月14日 - 学校のそばに「久留米高校前駅」が開業[4]。通学が便利になる。

## 学校行事
3学期制
第Ⅰ期（1学期）
- 4月 - 入学式、生徒総会、PTA総会
- 5月 - 新入生宿泊研修、中間考査
- 6月 - 体育祭、期末考査
- 7月 - 生徒会役員選挙、校内英語弁論･暗唱大会、夏季課外（補習）、留学生ウェルカムパーティー（歓迎会）
- 8月 - 夏季課外、高3学習合宿（高3は熊本県山鹿市）、同窓会総会

第Ⅱ期（2学期）
- 9月 - （始業式は8月末）、中間考査
- 10月 - 創立記念日（1日）、久高祭（文化祭）、クラスマッチ、2年マラソン大会、2年海外研修（修学旅行）
- 11月 - 期末考査、1年クラス対抗ディベート大会
- 12月 - マラソン大会、冬季課外（補習）、留学生クリスマスパーティー兼送別会、クリーン大作戦（奉仕活動）

第Ⅲ期（3学期）
- 1月 - 冬季課外、大学入試センター試験
- 2月 - 学年末考査
- 3月 - 卒業式、英語科合宿、春季課外（補習）

## 部活動
| 運動部 - 野球部 - サッカー部 - ラグビー部 - 陸上部 - テニス（男・女）部 - ソフトテニス（男・女）部 - バスケットボール（男・女）部 - バレーボール（女）部 - 剣道部 - 卓球部 - バドミントン（男・女）部 - バトン総合運動部 | 文化部 - 吹奏楽部 - ESS部（English Speaking Society） - 美術部 - 書道部 - 写真部 - 茶道部 - 華道部 - 自然化学部 - 放送部 - 生物部 - ホームメイキング部 |

## 著名な出身者
- 有坂来瞳
- 石橋凌
- 新田修平 - 俳優

## アクセス
最寄りの鉄道駅
- JR九州久大本線久留米高校前駅下車、徒歩1～2分。

最寄りのバス停
- 西鉄バス「久留米高校前」バス停

## 周辺
- 久留米市立南小学校
- 久留米市立牟田山中学校
- 福岡教育大学附属久留米小学校
- 福岡教育大学附属久留米中学校
- 久留米市立久留米商業高等学校
- 福岡県立久留米特別支援学校
- 堀川病院
- 日吉神社
- 金丸川